# Linksmučiai
Linksmučiai – wieś na Litwie, w okręgu szawelskim, w rejonie pokrojskim. Według danych z 2011 wieś była zamieszkiwana przez 297 osób.
Przez wieś przepływa rzeka Krouja.